# 卡斯巴
卡斯巴（Kasba），是印度比哈尔邦Purnia县的一个城镇。总人口25522（2001年）。

## 人口
该地2001年总人口25522人，其中男性13478人，女性12044人；0—6岁人口4474人，其中男2328人，女2146人；识字率49.46%，其中男性为57.24%，女性为40.74%。